# Commonwealth Bank
El Commonwealth Bank of Australia (CBA) o CommBank es el mayor banco por capitalización de mercado en Australia, con negocios a través de Nueva Zelanda, Fiyi, Filipinas, Asia, EE. UU. y el Reino Unido. El Commonwealth Bank ofrece una variedad de servicios financieros, que incluyen los negocios minoristas, y de banca institucional, gestión de fondos, jubilación, seguros, inversiones y servicios de corretaje. El Commonwealth Bank es ahora la segunda compañía más grande de Australia que cotiza en la Australian Securities Exchange en enero del 2008, con marcas como BankWest, Colonial First State Investments Limited, ASB Bank (Nueva Zelanda), Commonwealth Securities Limited (CommSec) y Commonwealth Insurance Limited (CommInsure). 
Fundado en 1911 por el gobierno de Australia, el Commonwealth Bank es uno de los "cuatro grandes" bancos de Australia, junto con el National Australia Bank (NAB), Australia and New Zealand Banking Group y el Westpac. El banco empezó a cotizar en la Bolsa de Valores de Australia en 1991 y el gobierno lo privatizó totalmente en 1996.
El 14 de agosto de 2008, el Commonwealth Bank of Australia declaró ganancias anuales de 4,7 mil millones dólares. El banco tiene aproximadamente 7,7 millones de clientes, 1.011 sucursales y 3350 cajeros automáticos.